# フィジー・ドル
フィジー・ドルは、フィジーの通貨。補助単位はセントで、1ドル＝100セントである。1969年から発行されている。

## 概要
1867年から1873年にかけて、最初のフィジー通貨としてフィジー・ドルが発行されたものの、フィジーがイギリス領になったため通貨はイギリス・ポンドに、さらにフィジー・ポンドになり、再びフィジー・ドルがフィジーの通貨となったのは1969年のことだった。この際、1フィジー・ポンド＝2フィジー・ドルのレートで交換が行われた。
1969年に1、2、5、10、20セント硬貨が発行され、1975年には50セント硬貨が、1990年にはアルミニウム青銅の1ドル硬貨が発行された。紙幣は、1969年に50セント及び1、2、5、10、20ドル紙幣が発行された。1980年には50セントが硬貨に置き換えられ、1995年には1ドルが硬貨に置き換えられるとともに50ドル紙幣が発行され、2007年には100ドル紙幣が発行された。
なお、フィジーは1987年に英連邦王国から脱退しているにもかかわらず、硬貨・紙幣にはイギリス女王（フィジー女王でもあった）エリザベス2世の肖像画が描かれている。
2013年現在発行されている新紙幣、新硬貨にはフィジーの動植物の意匠に変更されている。新硬貨には、5セント：ヌクァ・ロロ（魚）、10セント：ベカ・ミリミリ（コウモリ）、20セント：カカ（インコ）、50セント：ヴァラヴォセ（魚）、1ドル：ヴォカイ（イグアナ）、2ドル：ガニヴァツ（タカ）が描かれており、新紙幣は、5ドル：クラワイ（インコ)、10ドル：ベリ（魚）、20ドル：カカウニガウ（ウミドリ）、50ドル：タンギモウジア（花）が描かれている。
また、2013年に旧5ドル紙幣の使用は終了しており、ポリマー製の新紙幣のみが使用されている。
2ドル紙幣も流通しておらず、硬貨のみが使用されている。